# 火のくに物語り
『火のくに物語り』（ひのくにものがたり）は1980年5月5日にTBS系列で放映された「まんが日本昔ばなし」のテレビスペシャル用長編アニメーションである。

## 概要
「まんが日本昔ばなし」の特別版として作られるが、90分で5部構成の長尺作品となっており放送時間帯も「まんが日本昔ばなし」とは異なる。日本の伝説・民話をもとに、人間の「自然への愛」をテーマとして作られた。

## あらすじ
日本の北の果てにあるエゾが島が舞台。島に住む人々、神々、暗黒の世界から島を狙う大魔人一族との戦い、そして新しい国作りの物語。
- 第1部　神々が隠れる日食を利用して信心深い島の人々を襲う大魔人の話。
- 第2部　日の神の子どもをさらう中魔人の話。
- 第3部　大魔人の弟・タコ魔人を討伐する対立する村の話。
- 第4部　神々への信仰を忘れた人々が災いにあう話。
- 第5部　再び大魔人が現れ、神々と戦う話。

## 登場人物
- バイカラ　島の勇敢な若者。大魔神や中魔人と戦う。
- 日の神　母神。島の人々に崇められ、人々を守っている。
- 月の神　父神。日の神と同じく、人々に崇められている。
- 大魔人　島を狙う死の世界を支配している魔人。
- シコツ　山の精を助けたおかげで再び現れた大魔人を倒すことが出来た。

## キャスト
「まんが日本昔ばなし」と同じく、2人のみの掛け合いで物語は進む。
- 市原悦子
- 常田富士男

## スタッフ
- 作・監修：川内康範
- 企画：愛企画センター
- 製作：グループ・タック、愛企画センター
- チーフ・ディレクター：小林三男
- プロデューサー：中田実紀雄、川内彩友美
- 製作担当：金正廣、福本光郷
- 脚本・構成：沖島勲
- 美術：大山哲史（第1部）、高松良巳（第2部）、水野尾純一（第3部）、小関俊一（第4部）、門屋達郎（第5部）
- 演出・キャラクターデザイン・作画：フクハラ・ヒロカズ（第1部、第3部）、大竹伸一（第2部、第4部）、前田康成（第5部）
- 音響（オーディオ・ディレクター）：田代敦巳
- 音楽：北原じゅん

## 主題歌
オープニングテーマ -「愛のメッセージ」
作詞 - 川内康範 / 作曲 - 浦田賢一 / 歌 SHOT GUN　
エンディングテーマ - 「かあさん（マザー）」
作詞・作曲 - 川内康範 / 編曲 - 竜崎孝路 / 歌 - 関森れい、ミンツ